# Pseudolimnophila noveboracensis
Pseudolimnophila noveboracensis är en tvåvingeart som först beskrevs av Alexander 1911.  Pseudolimnophila noveboracensis ingår i släktet Pseudolimnophila och familjen småharkrankar. Inga underarter finns listade i Catalogue of Life.